# Mata de igapó
Igapós ou matas de igapó são florestas alagadas da Amazônia com vegetação adaptada aos períodos de inundação. Essas áreas abrigam árvores de porte médio e uma rica biodiversidade, servindo como habitat para várias espécies de fauna e flora adaptadas ao ambiente alagado. As florestas pantanosas de água doce são encontradas em diversas zonas climáticas, desde as boreais, passando pelas temperadas e subtropicais até as tropicais. Na bacia do rio Amazonas, uma floresta sazonalmente inundada por água branca é conhecida como várzea, que é semelhante ao igapó em muitos aspectos; a principal diferença entre os dois habitats está no tipo de água que inunda a floresta. O igapó é periodicamente inundada por rios de águas claras ou pretas que drenam formações geológicas antigas e com baixos a intermediários níveis de nutrientes e acidez. 
As florestas de igapó ocupam aproximadamente 180.000 km² da bacia amazônica e estão localizadas em áreas com baixa dinâmica geomorfológica originária do pré-Cambriano dos Escudos Brasileiros e das Guianas. 

## Etimologia
"Igapó" é um termo oriundo do tupi antigo e significa "raízes d'água", através da junção dos termos 'y ("água") e apó ("raiz").

## Características

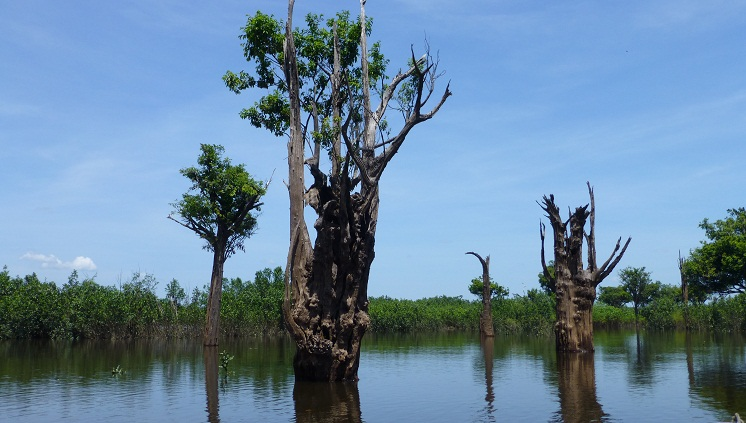
Macacarecuia (Eschweilera tenuifolia) localizada na porção baixa do Igapó na Amazônia Central

As florestas de igapó são um tipo de vegetação exclusiva que se desenvolve sobre solos arenosos e pobres em nutrientes, localizando-se em terrenos baixos ao longo de rios de águas claras e pretas na bacia amazônica. O Rio Negro é o principal representante dos rios de água preta se originando no Escudo das Guianas, enquanto os rios Tapajós, Xingu, Araguaia, Guaporé, Branco e Trombetas representam os rios de água clara, com suas nascentes situadas no Escudo Brasileiro e no Escudo das Guianas. Os rios de água preta apresentam águas escuras devido à presença de compostos fenólicos, que se formam a partir da decomposição lenta e anaeróbica do material vegetal.

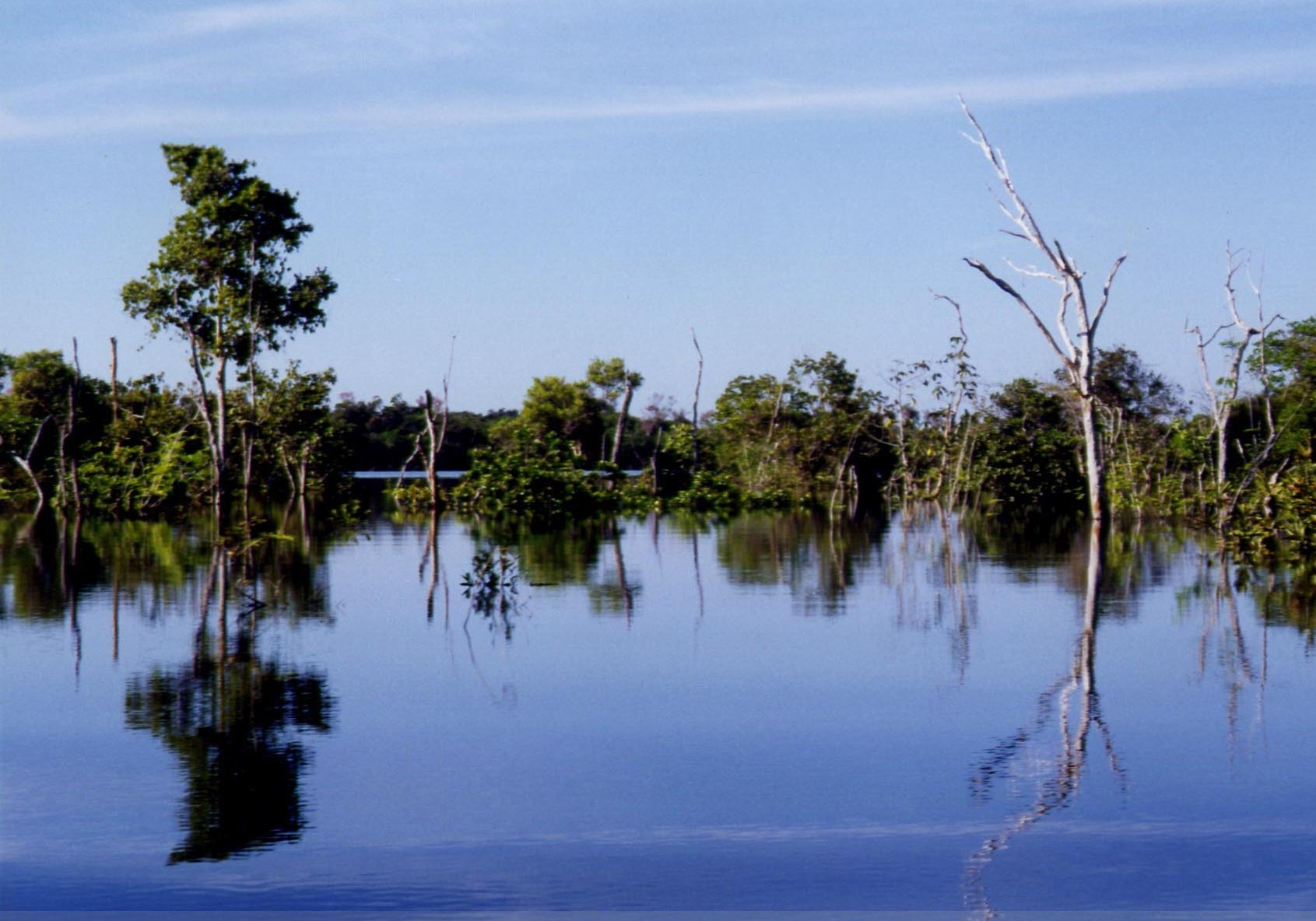
Igapó no Amazonas, entre a fronteiras das cidades de Envira,Eirunepé e Ipixuna

A vegetação nos igapós é submetida a longos períodos de inundação, sendo adaptada ao pulso de inundação previsível e de alta amplitude, podendo permanecer submersa por até 10 meses ao ano. Em comparação com as florestas de várzea, os igapós têm uma menor riqueza e diversidade filogenética de espécies possivelmente devido às condições ambientais extremas, onde as inundações frequentes limitam a diversificação de espécies. No entanto, essas florestas desempenham um papel crucial na ecologia da bacia amazônica. Elas ajudam a regular o ciclo hídrico local, contribuem para a purificação da água, oferecem habitat para uma variedade de espécies de peixes que atuam como dispersores de sementes, muitas das quais são endêmicas e adaptadas a essas condições específicas. Os igapós cobrem aproximadamente 300.000 km² da bacia amazônica, dos quais 119.000 km² correspondem a igapós de água preta.
Estima-se que existam cerca de 600 espécies de árvores e 200 espécies de herbáceas aquáticas nos igapós. Muitas espécies de igapós são endêmicas e  representativas (espécies-chaves) nesses ambientes, como a espécie Aldina latifolia (Spruce ex Benth), que abriga muitas orquídeas e bromélias em suas copas. A espécie Eschweilera tenuifolia (O. Berg) Miers, uma das mais antigas árvores de igapó, e embora seja considerada como resistente a longos períodos de inundação, tem sido severamente impactada pelas mudanças climáticas, hidrológicas (causadas pela criação de usinas hidrelétricas) e por incêndios florestais, correndo risco de extinção.

A importância ecológica e estrutural dos igapós não pode ser subestimada; esses ambientes ajudam a manter o equilíbrio do ecossistema local e global, e a remoção da cobertura vegetal pode levar à perda irreparável de habitat e à redução da biodiversidade. As florestas de igapó são fundamentais para a manutenção dos ecossistemas amazônicos, e a proteção dessas áreas é crucial para preservar a riqueza biológica e os serviços ecológicos que elas oferecem.